# 滴水珠
滴水珠（学名：Pinellia cordata）为天南星科半夏属的植物，为中国的特有植物。
种名cordata意为心形的。

## 形态
- 多年生草本。
- 地下球形或扁球形块茎，白色粉质断面，细须状根。
- 绿色近戟形叶片，叶片表面光滑；叶柄较长，叶柄与叶基相接的地方，常有一个突出叶片的株芽。
- 4～6月开花，雌雄同株，肉穗花序，外面有佛焰苞。

## 分布
分布在中国大陆的浙江、安徽、湖北、贵州、广西、福建、江西、湖南、广东等地，生长于海拔300米至800米的地区，一般生于林下溪旁、岩石边、潮湿草地、岩隙中或岩壁上，目前尚未由人工引种栽培。

## 用途

### 药用
性温味辛，有小毒；中医上以块茎入药，有行淤散结、消肿止痛之功用。

## 别名
斑叶滴水珠（浙江）；岩芋（浙江龙泉）；石半夏、石里开、一滴珠、水滴珠（江西）；野慈姑、独角莲、山半夏（广西）；水半夏（浙江宁波）；独叶一支花（浙江余姚）；天灵芋（浙江泰顺）；一粒珠（浙江兰溪）；岩珠（浙江乐清）；蛇珠（浙江淳安）；独龙珠（浙江巨县）